# Barrio Santa Lucía (Paraná)
El barrio Santa Lucía, está ubicado en la zona sur de la ciudad de Paraná, Entre Ríos, Argentina, dentro de las intersecciones de las calles Avda. Ramírez al oeste, Avda. Jorge Newbery al sur, División Los Andes al este y las vías del Ferrocarril Urquiza al noreste. 

## Historia
Comienza a poblarse a mediados de la década del '70, siendo destino predilecto de la población que no podía sustentar una vivienda más cercana a la zona centro; acompañando a otro barrio conocido de la zona como Paracao.
En su momento era todo monte, un lugar tranquilo y pintoresco, con algunas calles anchas y un arbolado de sombras generosas.
Durante años los vecinos vivieron sin agua ni luz; sin asfalto, cloacas y gas. El acceso al agua dependía de un caño público que estaba cerca.
A principios de la década del '80, los vecinos salían casa por casa pidiendo materiales de construcción en desuso para levantar el salón vecinal, y que fueron los padres de familia quienes con sus propias manos lo edificaron.
Posteriormente, armaron una "salita" que más tarde recibió apoyo gubernamental provincial y se transformó en el centro de salud Santa Lucía, donde también recurren vecinos de barrios aledaños.
En ese entonces no había una línea de colectivo urbano que uniera ese sector de la ciudad con el centro u otros barrios. Fue a principios de los '80, que se creó la línea 10 que cruzaba la ciudad de sureste a noreste, por barrios y arterias como B° Gral. Espejo, B° Antonini, Avda. de las Américas, Bvard. Racedo, Estación del Ferrocarril, Plaza de Mayo, Parque Urquiza, Costanera, Avda. Circunvalación hasta el recién inaugurado Barrio José Hernández y en determinados horarios hasta Camping Toma Vieja. 
Posteriormente, en 1993, se creó la línea 11 como refuerzo en la zona de Barrio Santa Lucía de la línea 10 y zona Barrio Paracao de la línea 6. Ahora transitando por arterias como Juan Báez, Moisés Lebensohn, Barrio Espejo, calle Pronunciamiento y transitando el centro cívico directo por Monte Caseros - Corrientes hasta el Parque Urquiza. Años más tarde, esta línea se fusionaría con la línea 21, llegando al Barrio La Milagrosa.

## Educación

### Escuela primaria
- Escuela Nº 198 "Maestro Entrerriano"

## Salud
- Centro de Salud Santa Lucía

## Seguridad
Depende de la Comisaría N.º 13 de la ciudad.

## Transporte

### Colectivos
Línea 6 por Avda. de las Américas entre Avda. Francisco Ramírez y Avda. Jorge Newbery;

Línea 10 por Avda. Newbery entre Juan Garrigó y División Los Andes, División Los Andes, Miguel David y Avda. Francisco Ramírez entre Miguel David y las vías del ferrocarril;

Línea 11 por Avda. Newbery entre Avda. Francisco Ramírez y División Los Andes;

Línea 15 por Avda. de las Américas entre Avda. Francisco Ramírez y Avda. Jorge Newbery; y Avda. Francisco Ramírez entre Avda. de las Américas y Bernardo de O'Higgins.

### Trenes
- Tren Urbano Línea Paraná-Oro Verde y viceversa.